# Stelpaviricetes
Stelpaviricetes es una clase de virus de ARN monocatenario positivo que infectan plantas y animales.
La característica principal del grupo es una proteína VPg unida al extremo 5 ' del genoma y una proteasa - 3C conservada del clan PA de proteasas para el procesamiento de traducción poliproteica. Los miembros de este grupo no poseen envoltura vírica y la forma de la cápside es diferente en los dos grupos miembros siendo icosaedrica en Astroviridae y helicoidal en Potyviridae.
El nombre de la clase proviene de "stella", "pa" y -viricetes es el sufijo viral usado para los taxones con nivel de clase.

## Familias
Contiene las siguientes familias:
- Astroviridae
- Potyviridae

## Importancia
Los miembros del grupo son de importancia sanitaria y agrícola, ya que los astrovirus son una de las causas de gastroenteritis en humanos, mamíferos y aves, mientras que los potyvirus suelen causar daños importantes a los cultivos agrícolas.

## Filogenia
Los análisis filogenéticos han dado la siguiente filogenia entre los miembros de la clase: